# Gardiner Glacier
Gardiner Glacier är en glaciär i Antarktis. Den ligger i den centrala delen av kontinenten. Inget land gör anspråk på området. Gardiner Glacier ligger 1 573 meter över havet.
Terrängen runt Gardiner Glacier är kuperad åt sydväst, men åt nordost är den platt. Trakten är obefolkad. Det finns inga samhällen i närheten. 